# Плацдарм (фортифікація)

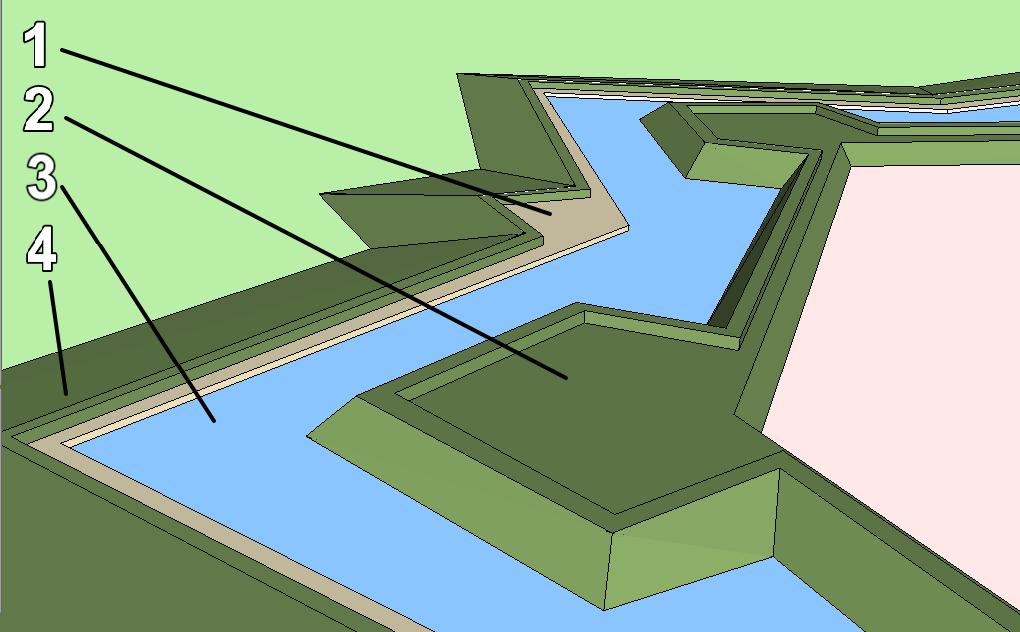
1 — плацдарм у вигляді розширення прикритого шляху,
2 — бастіон,
3 — рів,
4 — гласис

Плацда́рм (фр. place d'armes — «збройний простір, простір для військ») — у фортифікації — простір перед ровом, призначений для збору особового складу перед вилазками з фортеці. В укріпленнях кінця XIX — початку XX століття мав вигляд розширення прикритого шляху у вхідних і вихідних частинах фортечних фронтів і фортів. На плацдармах розташовувалися редюїти для забезпечення виходу і повернення вилазки. Раніше плацдарм міг розміщатися між зовнішньою огорожею фортеці і равеліном, винесеним за гласис.